# Ивановская (село, городской округ Шатура)
Ивановская — село в Шатурском муниципальном районе Московской области. Входит в состав Кривандинского сельского поселения. Население — 3 чел. (2013).

## Название
В письменных источниках деревня упоминается как Ивановская.
Название связано с личным именем Иван или фамилией Иванов.

## География
Деревня Ивановская расположена в центральной части Шатурского района, расстояние до МКАД порядка 141 км. Высота над уровнем моря 135 м.

## История
Впервые упоминается в писцовой Владимирской книге В. Кропоткина 1637—1648 гг. как деревня Ивановская Дубровской волости Владимирского уезда. Деревня принадлежала Ирине Хрущевой и Ивану Владимировичу Лихареву.
Последней владелицей деревни перед отменой крепостного права была помещица Курова.
После отмены крепостного права деревня вошла в состав Семёновской волости.
После Октябрьской революции 1917 года был образован Ивановский сельсовет в составе Лузгаринской волости Егорьевского уезда Рязанской губернии. В сельсовет входили деревни Ивановская и Лешниково.
В ходе реформы административно-территориального деления СССР в 1929 году территория Ивановского сельсовета передана Левинскому сельсовету, который вошёл в состав Шатурского района Орехово-Зуевского округа Московской области.
С 1954 года деревня входила в состав Лузгаринского сельсовета.
Постановлением Губернатора Московской области от 25 декабря 2018 года № 672-ПГ категория населённого пункта изменена с «деревня» на «село».

## Население
| 1868 | 1885 | 1905 | 1926 | 1970 | 1993 |
| ---- | ---- | ---- | ---- | ---- | ---- |
| 457  | ↗548 | ↗641 | ↘331 | ↘42  | ↘9   |
| 2002 | 2006 | 2010 | 2011 | 2013 |      |
| ↗12  | ↘11  | ↘6   | ↗21  | ↘3   |      |